# Ilton-cum-Pott
Ilton-cum-Pott – civil parish w Anglii, w North Yorkshire, w dystrykcie (unitary authority) North Yorkshire. W 2001 civil parish liczyła 55 mieszkańców.